# Ōdate
Ōdate (jap. 大館市 Ōdate-shi) – miasto w północnej Japonii, na wyspie Honsiu, w prefekturze Akita. Ma powierzchnię 913,22 km². W 2020 r. mieszkało w nim 69 237 osób, w 27 959 gospodarstwach domowych  (w 2010 r. 78 946 osób, w 28 442 gospodarstwach domowych) .

## Geografia
Ōdate leży w północnej części prefektury, nad rzekami Yoneshiro i Nagaki. 
W mieście zbiegają się linie kolejowe Ōu-honsen i Hanawa-sen. Do ważniejszych dróg należą: 7, 103 i 285. Na południowy zachód od miasta położony jest port lotniczy Ōdate-Nōshiro Kūkō.

## Demografia
W 2014 r. populacja miasta szacowana jest na 77 169 osób, zamieszkujących w 31 490 gospodarstwach domowych.
| 1995   | 2000   | 2005   | 2010   | 2015   | 2020   |
| ------ | ------ | ------ | ------ | ------ | ------ |
| 88 231 | 86 288 | 82 504 | 78 946 | 74 175 | 69 237 |